# Bertha János (kanonok)
dr. Bertha János (Kőhalom, 1821. január 22. – Győr, 1905. január 27.) magyar főpap, a győri székeskáptalan nagyprépostja és süveges kanonokja, turuli prépost, szentszéki bíró, a zsinati vizsgáló- és egyházmegyei könyvbíráló bizottság elnöke, hittan és kánonjog jubiláris tudora, Budapesti Magyar Királyi Egyetem hittani karának tagja, gyémántmisés áldozópap.

## Élete
Tanulmányait Győrött és Budapesten végezte, 1844. július 22-én pappá szentelték, majd három évig a püspöki udvarban szolgált. 1847-ben szemináriumi tanulmányi felügyelő, 1848-ban karkáplán, 1849-ben répcekethelyi plébános, 1858-ban kerületi esperes, 1873-ban kanonok, 1878-ban c. prépost, 1885-ben soproni főesperes, 1898-ban nagyprépost, 1903-ban p. prelátus. 
1884-ben Kismartonon tanítóképzőt alapított, amelynek vezetését az Isteni Megváltó Leányai nevű apácarendre bízta.
1905. január 27-én hunyt el Győrött, január 30-án volt a temetése.

## Munkái
- Az egyházat az államtól elszakasztani téves és veszedelmes, Bécs, 1872 (egyházi beszéd Szent István ünnepén)